# ديفيد بيرغر (سياسي)
ديفيد بيرغر (بالإنجليزية: David Berger)‏ هو سياسي أمريكي، ولد في 27 أكتوبر 1946. حزبياً، نشط في الحزب الديمقراطي. وقد انتخب عضو جمعية ولاية ويسكونسن وانتخب عضو مجلس ولاية ويسكونسن.